# Absa Tower
L'Absa Tower est un gratte-ciel situé à Johannesburg en Afrique du Sud.